# Schabelkiwka
Schabelkiwka (ukrainisch Шабельківка; russisch Шабельковка Schabelkowka) ist eine Siedlung städtischen Typs im Zentrum der ukrainischen Oblast Donezk mit etwa 4400 Einwohnern (2014).

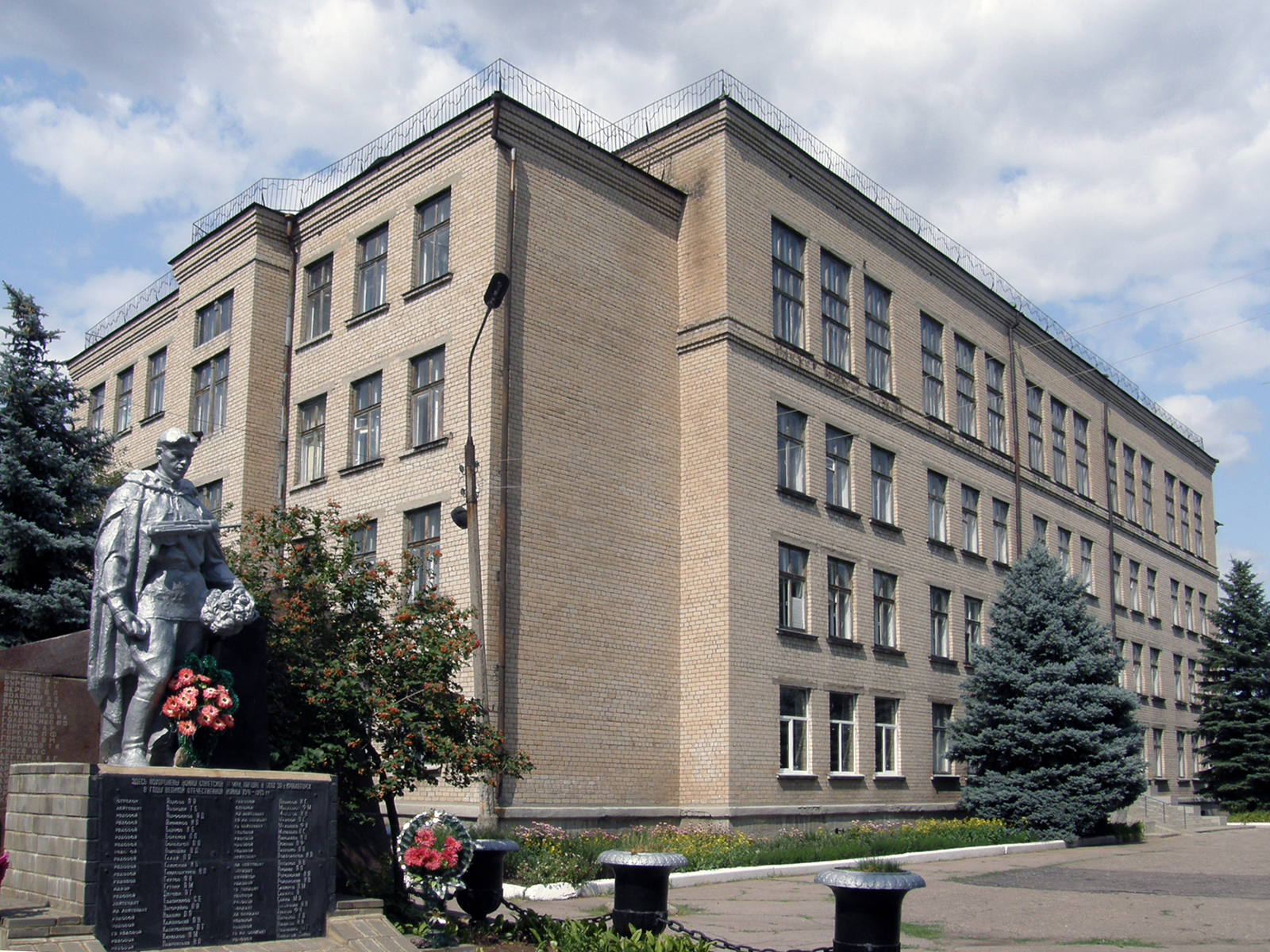
Schule im Ort

Die 1767 erstmals schriftlich erwähnte Ortschaft erhielt am 15. November 1938 den Status einer Siedlung städtischen Typs.
Schabelkiwka liegt etwa 100 km nordöstlich vom Oblastzentrum Donezk und etwa 10 km westlich von Kramatorsk.
Am 12. Juni 2020 wurde die Siedlung ein Teil neugegründeten Stadtgemeinde Kramatorsk, bis dahin bildete sie zusammen mit den Siedlungen städtischen Typs Jasna Poljana, Oleksandriwka und Sofijiwka die gleichnamige Siedlungsratsgemeinde Schabelkiwka (Шабельківська селищна рада/Schabelkiwska selyschtschna rada) als Teil der Stadtratsgemeinde von Kramatorsk.
Am 17. Juli 2020 wurde der Ort ein Teil des Rajons Kramatorsk.